# Opisthonema bulleri
Opisthonema bulleri är en fiskart som först beskrevs av Regan, 1904.  Opisthonema bulleri ingår i släktet Opisthonema och familjen sillfiskar. IUCN kategoriserar arten globalt som livskraftig. Inga underarter finns listade i Catalogue of Life.